# Henri de Cathelineau
Henri de Cathelineau (La Jubaudière, 9 gennaio 1813 – Clohars-Fouesnant, 20 novembre 1891) è stato un generale francese.

## Biografia
Dopo il fallimento della rivolta vandeana del 1832 in cui era morto suo padre, Jacques-Joseph de Cathelineau, il giovane Henri dovette prendere la via dell'esilio dalla Francia e si recò in Portogallo dove si unì alla causa del maresciallo Louis Auguste Victor de Ghaisne de Bourmont e prese parte con lui all'ascesa al trono di Michele del Portogallo. Nominato capitano dell'esercito portoghese, si distinse nella battaglia di Oporto venendo decorato con l'Ordine della Torre e della Spada e la croce di Don Miguel. Dopo essere passato per Torino, Henri si stabilì a Friburgo, in Svizzera. Alla caduta della monarchia di luglio tornò in Francia, e si sposò con Victoire de Kermel, dalla quale ebbe dieci figli.
Quando l'indipendenza dello Stato Pontificio fu minacciata, si spostò a Roma dove, su richiesta di Papa Pio IX, costituì un'unità militare nota come i "Crociati di Cathelineau", che durò pochi mesi e poi venne aggregata al corpo degli zuavi pontifici.
Nel 1861 venne contattato dal governo borbonico che cercò di reclutare lui e i suoi uomini, in unione coi briganti di Calabria e Lucania, per liberare il regno delle Due Sicilie dai garibaldini, ma rifiutò e il progetto venne abbandonato.
Durante la guerra del 1870 creò il corpo noto come "Corpo Cathelineau" e fu nominato generale di brigata ausiliario. Venne nominato cavaliere dell'Ordine Equestre del Santo Sepolcro di Gerusalemme il 16 aprile 1884.